# 颱風百合 (2007年)
| 太平洋颱風季             |
| 主題頁 - 專題 - 編輯指南 |

颱風百合 （菲律賓大氣地理天文部門：Falcon，國際編號：0711，聯合颱風警報中心：12W）是2007年太平洋颱風季的一個熱帶氣旋。
「百合」這個名字是由韓國所命名，意指「百合花」，這是一種球莖類植物，長有大的白色或彩色花瓣，是韓國夏天常見的花卉。

## 路徑
百合於9月13日在沖繩島東南約820公里發展成為一個熱帶低氣壓，初時向西北偏西移動。百合於當日下午增強為熱帶風暴。百合於9月14日迅速增強為強烈熱帶風暴，當日進一步增強為颱風，並在沖繩島西南掠過。
颱風百合於翌日傍晚橫過韓國東南部及減弱為強烈熱帶風暴。百合於9月17日轉向東北移動，並在日本海變成一個溫帶氣旋。

## 影響

### 
百合為韓國帶來暴雨，水浸及山泥傾瀉，造成最少13人死亡，7人失蹤。濟州有30艘船沉沒或受損，5萬多個家庭停電。 

### 日本

#### 久米島
創出62.8每秒（226每小時）的瞬間最大陣風記録（久米島観測史上最大）。

## 外部連結
- （英文）https://web.archive.org/web/20090826230250/http://metocph.nmci.navy.mil/jtwc.php 聯合颱風警報中心首頁
- （日語）http://www.jma.go.jp/jma/index.html （页面存档备份，存于） 日本氣象廳首頁
- （繁體中文）http://www.cwb.gov.tw （页面存档备份，存于） 中央氣象局首頁
- （英文）http://www.pagasa.dost.gov.ph/ （页面存档备份，存于） 菲律賓大氣地球物理和天文管理局首頁